# Shinjirō Yamamoto
Shinjirō Yamamoto est un nom japonais traditionnel ; le nom de famille (ou le nom d'école), Shinjirō, précède donc le prénom (ou le nom d'artiste) Yamamoto.
Shinjirō Yamamoto (山本 信次郎, Yamamoto Shinjirō), est un officier de marine catholique Japonais, né le 22 décembre 1877 (an dix de l’ère Meiji) à Katase, et mort le 28 février 1942 à Tokyo. Major de la marine militaire japonaise, il est décoré notamment de l’ordre du Milan d'or.

## Biographie
Il est le deuxième fils de Yamamoto Shotarō. Dès 1891, il fréquente l’école Stella Matutina, première école marianiste du Japon. Il devient pieux catholique malgré la vive opposition de sa famille qui demeure bouddhiste.
À Noël 1893, il est baptisé sous le nom chrétien d’Étienne. Il est confirmé en 1896 par l’archevêque de Tokyo, Pierre Marie Yossouf. De passage à Rome, il est reçu par le pape Léon XIII.
Après ses études, il entre à l’École navale impériale du Japon d’Eta-jima. En 1896, il part en Chine participer à la guerre des Boxers sous la direction de l’amiral Tōgō Heihachirō. En 1901, il est de retour au Japon, mais repart rapidement en voyage. À cette occasion, il est reçu en audience par Léon XIII cette même année. En 1903, il est promu lieutenant de vaisseau durant une mission à proximité de l’Australie. En 1904, lors du conflit contre la Russie, il est nommé amiral sur le bateau de Tojo et chargé du commandement de la tourelle[pas clair]. Il participe ensuite à la bataille de Tsushima, en 1905. C’est lui qui recevra la reddition de l’amiral Nikolaï Ivanovitch Nebogatov.
À la suite de l’accord du 10 juin 1907, l’empereur du Japon Hirohito lui confère le titre de comte via une ordonnance impériale du 21 septembre, puisqu’il s’est illustré durant la guerre.
En 1907, il est reçu à l’Élysée par Armand Fallières en tant que lieutenant de vaisseau lorsqu’il accompagne le vice amiral Goro-Ijuin et l’ambassadeur du Japon, M. Kurino[pas clair].
Il est décoré de la grand-croix de l’ordre de Saint-Grégoire-le-Grand (classe militaire) par le pape Benoît XV le 18 octobre 1919. À cette occasion, le pape commença son discours par des paroles de condoléances, le commandant Yamamoto étant affecté par le deuil de son père, puis lui exposa la satisfaction que lui avait causée la parfaite correction avec laquelle le gouvernement japonais avait voulu entrer en relation directe avec le Saint-Siège pour le règlement de l’importante question des missionnaires dans les îles Carolines, Mariannes et Marshall. Le pape souligna à l’occasion la bienveillance du gouvernement japonais pour les missionnaires.
En 1936, il devient chevalier de l’ordre souverain de Malte. Il commence en novembre 1937 un tour du monde.
Le 12 janvier 1938, le contre-amiral Yamamoto est au Caire pour s’entretenir avec les dirigeants Égyptiens. Il se rend ensuite en Italie puis en Allemagne.
Il effectue ensuite un pèlerinage en Terre sainte dont il revient en 1938, puis se rend au Vatican afin de s’entretenir avec le pape Pie XI sur les hostilités sino-japonaises. Il réaffirme à cette occasion le pacifisme de l’Empereur, bien que celui-ci ne puisse tout à fait contrer le militarisme grandissant de la masse populaire et de certains officiers.
Il rentre ensuite au Japon, où il reprend ses fonctions au palais impérial, et essaye ensuite de faire reconnaître la religion catholique au gouvernement.